# Ledisi
Ledisi Anibade Young, nota semplicemente come Ledisi (28 marzo 1972), è una cantautrice e musicista statunitense, originaria di New Orleans.

## Biografia
Nel 1995 ha formato un gruppo chiamato Anibade. Dopo ha deciso di proseguire da solista ed ha firmato per l'etichetta LeSun Records. Nel 2000 ha pubblicato il primo disco dal titolo Soulsinger: The Revival e successivamente ha girato in tour con gli Anibade. Nel 2002 pubblica in maniera indipendente il suo secondo disco. Nel 2003 vince un California Music Awards. Nel 2007 ha firmato un contratto con la Verve Records e ha pubblicato Lost & Found. Nel corso dei Grammy Awards 2008 ha ricevuto una nomination come miglior artista esordiente. Nel 2008 pubblica un album natalizio dal titolo It's Christmas, mentre l'anno seguente è la volta di Turn Me Loose, che ottiene due nomination ai Grammy.

## Discografia

### Album in studio
- 2000 – Soulsinger
- 2002 – Feeling Orange but Sometimes Blue
- 2007 – Lost & Found
- 2008 – It's Christmas
- 2009 – Turn Me Loose
- 2011 – Pieces of Me
- 2014 – The Truth
- 2017 – Let Love Rule
- 2020 – The Wild Car
- 2021 – Ledisi Sings Nina
- 2024 – Good Life
- 2025 – The Crown

## Filmografia

### Cinema
- In amore niente regole (Leatherheads), regia di George Clooney (2008)
- Selma - La strada per la libertà (Selma), regia di Ava DuVernay (2014)

### Televisione
- Pose – serie TV, episodio 3x04 (2021)

## Riconoscimenti
Grammy Award
- Grammy Awards 2008 - Best New Artist e Best R&B Album (per Lost & Found)
- Grammy Awards 2010 - Best Female R&B Vocal Performance (per 'Goin' Thru Changes)
- Grammy Awards 2012 - Best R&B Album e Best R&B Performance (per Pieces of Me)
- Grammy Awards 2013 - Best R&B Performance (per Gonna Be Alright con Robert Glasper Experiment)
- Grammy Awards 2021 - Best R&B Traditional Performance  (per Anithing for You)

## Doppiatrici italiane
- Micaela Incitti in Selma - La strada per la libertà